# Aletopauropus tankai
Aletopauropus tankai – gatunek skąponogów z rzędu Tetramerocerata i rodziny Brachypauropodidae.

## Występowanie
Znany dotychczas jedynie ze Japonii.